# Chov supa mrchožravého v Zoo Praha
Zoo Praha se věnuje chovu supa mrchožravého dlouhodobě, v současnosti je nejvýznamnějším světovým chovatelem a pro tento svůj vlajkový ptačí druh koordinuje evropský záchovný program (EEP). 

## Historie

### Počátky
První supi mrchožraví přišli do Prahy již v roce 1936, tedy pět let po otevření zoo veřejnosti. Kromě krátké přestávky ve 40. letech 20. století byl tento druh chován až do roku 1973. Poté následovalo dvacet let bez supů mrchožravých v Zoo Praha. Teprve roku 1993 přišel samec z děčínské zoo. V Praze žije dosud (2020). Společně se samicí, která pocházela z volné přírody a do Česka dorazila v roce 1998 z lotyšské Rigy, se stali rodiči prvního v Praze odchovaného mláděte. Tento samec se narodil v roce 2000 a jednalo se o první odchov v rámci českých i slovenských zoo.

### Evropský záchovný program

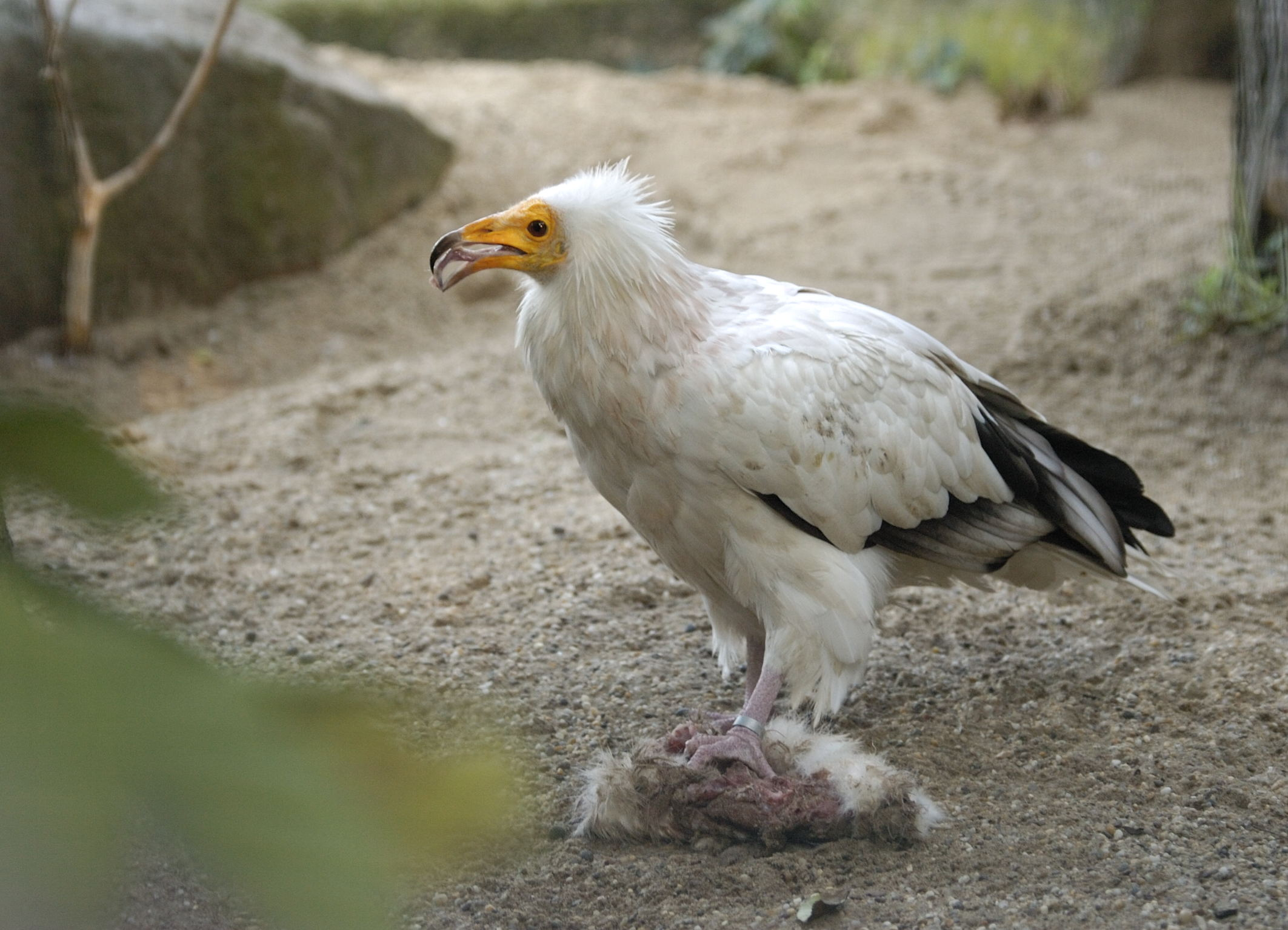
Sup mrchožravý v zajetí

Od roku 2002 Zoo Praha spravuje Evropskou plemennou knihu (ESB) tohoto druhu. V důsledku snižování počtu odchovaných mláďat v Evropě byla tato plemenná kniha 9. března 2012 povýšena na Evropský záchovný program (EEP). Šlo přitom o první EEP pro ptačí druh přidělený nejen Zoo Praha, ale také jakékoliv zoo v celém Česku a i na Slovensku (později přibyl bažant Edwardsův). Díky EEP se Zoo Praha povedlo získat stěžejní pozici při rozhodování o přesunech zvířat mezi zoologickými zahradami a též zvířat určených k vysazení do divočiny. Zoo Praha je také členem dozorčí rady Nadace na ochranu supů (Vulture Conservation Foundation /VCF/), která usiluje o ochranu všech čtyř evropských druhů supů. Tato nadace mimo jiné šíří osvětu v evropských zemích, kde supi žijí, s cílem zastavit používání otrávených návnad. Zoo Praha tak zastává funkci důležitého prostředníka mezi chovy v zoo a ochránci přírody a záchrannými stanicemi. Jedním z důležitých prvků koordinace programu je zajištění čistých linií chovů. Sup mrchožravý se totiž vyskytuje ve třech poddruzích, z nichž v lidské péči jsou zastoupeny dva (západní a východní). 

### Vývoj stavů supa mrchožravého v Zoo Praha od roku 2000
Chov v 21. století je u tohoto druhu velmi úspěšný. V roce 2000 bylo odchováno první mládě. Od té doby se takřka každoročně daří odchovávat další mláďata, v posledních letech i více během jednoho roku.
| Rok  | Počet jedinců na konci roku | Počet odchovaných mláďat |
| 2000 | 8                           | 1                        |
| 2001 | 7                           | 0                        |
| 2002 | 8                           | 1                        |
| 2003 | 9                           | 1                        |
| 2004 | 10                          | 1                        |
| 2005 | 8                           | 1                        |
| 2006 | 9                           | 1                        |
| 2007 | 9                           | 0                        |
| 2008 | 9                           | 0                        |
| 2009 | 9                           | 1                        |
| 2010 | 8                           | 0                        |
| 2011 | 8                           | 0                        |
| 2012 | 7                           | 1                        |
| 2013 | 10                          | 2                        |
| 2014 | 11                          | 3                        |
| 2015 | 9                           | 2                        |
| 2016 | 11                          | 1                        |
| 2017 | 11                          | 4                        |
| 2018 | 10                          | 4                        |
| 2019 | 13                          | 4                        |

### Současný chov
V roce 2012 se  ve Velké voliéře dravců v Zoo Praha seznámily nové supí páry. Zpočátku byla expozice obydlena jedním samcem narozeným v Praze a třemi samičkami (dvě z nich původ z přírody). Téhož roku doplnil dosavadní čtveřici další samec ze Zoo Zlín (vylíhlý v přírodě). Dvě voliéry ve spodní části areálu přitom obývaly dva již déle sestavené páry.
V červnu 2014 se vylíhla trojčata (jeden samec a dvě samice).
Dne 16. června 2016 se v líhni vyklubalo mládě supa mrchožravého, které vážilo 80 g. Vejce snesla samice Lilly, která ale nemohla být ve své voliéře, jelikož tu na jaře poškodil těžký sníh. Chovatelé se proto rozhodli raději nechat mládě vychovat zkušenému pěstounskému páru Fatimě a Cháronovi ve Velké voliéře dravců. Čtyři dny po vylíhnutí, kdy mládě vážilo 110 g a dobře přijímalo potravu, bylo podloženo na hnízdo pěstounů. Ti se ho hned ujali a vše probíhalo bez komplikací.
O několik dní (22. června 2016) později Zoo Praha kontaktovali pracovníci nejstarší francouzské zoo Ménagerie Jardin des Plantes v Paříži – tam totiž uměle odchovávali mládě jen o pět dní mladší (narozeno 11. června 2016). Rodiče nejevili zájem ani o vejce, a tak byl dohodnut pokus převézt toto mládě k pěstounům do Prahy, aby byla šance, že se zapojí do reintrodukčního programu v Itálii. Celá akce se včetně obstarání potřebných dokumentů i převozu uskutečnila v průběhu pouhých 24 hodin. Také druhé mládě přijali pěstouni bez problémů a oba mladí ptáci tak vyrůstali společně.
Na podzim 2016 přibyl do Zoo Praha samec Einstein, který se narodil ve volné přírodě a do Česka se dostal z dallaské zoo v USA. 
Ke konci roku 2016 tak bylo v Zoo Praha chováno celkem šest samců a pět samic supa mrchožravého. 
V průběhu roku 2017 se podařilo odchovat historicky nejvíce mláďat: čtyři. Z pátého oplozeného vejce se mládě nevylíhlo. Ke konci roku 2017 bylo chováno sedm samců a čtyři samice, tedy jedenáct zvířat tohoto druhu.
9. června 2018 se v Praze vylíhlo další mládě. Zanedlouho, v létě 2018, bylo přivezeno mládě ze Zoo Zlín (narozené 1. června), aby se o něj postarali pěstouni v Zoo Praha. V srpnu 2018 bylo toto mládě společně ještě s přímým pražským odchovem převezeno do Východních Rodop – více viz In-situ projekty na ochranu supa mrchožravého.
V Zoo Praha se do září 2018 vylíhlo třem párům 28 supů mrchožravých. Úspěšných odchovů bylo v letech 2002–2018 celkem 22. Zoo Praha tak odchovala za poslední období nejvíce mláďat supů mrchožravých v Evropě a pravděpodobně ani jinde ve světě nemá podobná bilance obdoby. Právě díky tomu může podporovat návrat tohoto ohroženého druhu do evropských hor v Itálii i na Balkánském poloostrově – In-situ projekty na ochranu supa mrchožravého.
Ke konci roku 2018 bylo chováno šest samců a čtyři samice, celkem tedy deset jedinců.
Na konci února 2019 byl v rámci snahy podpořit reintrodukční programy na Balkáně převezen chovný pár do bulharské záchranné stanice. Zajistí se tím omezení náročných transportů při ochranářských aktivitách. Tento pár je velmi cenný, neboť samice Lilly pochází z volné přírody a samec Endy je historicky vůbec prvním odchovaným mládětem pražského chovu. Ze Zoo Sofia v Bulharsku byl dovezen nový samec.
V dubnu 2019 byla dovezena samice ze Zoo Riga.
V červnu 2019 byl dovezen další jedinec ze Zoo Zlín a navíc se narodila dvě mláďata. V srpnu 2019 byl z bulharské zoo ve Stare Zagoře dovezen samec a dvě samice. V prosinci 2019 byla z téže zoo dovezena další samice.
V červenci 2020 byla přivezena samice z Tiergarten Schönbrunn ve Vídni.
V srpnu 2020 byl odvezen potomek samice Fatimy a samce Chárona narozený v témže roce (v létě 2020 k vidění ve Velké voliéře dravců v dolní části zoo) do Bulharska, aby posílil populaci ve Východních Rodopách.
Tento druh je k vidění hned na několika místech areálu zoo, a to v dolní části zoo: ve velké voliéře dravců, v komplexu dravčích voliér poblíž pavilonu tučňáků a také v průchozí voliéře Africké skály.

## Galerie

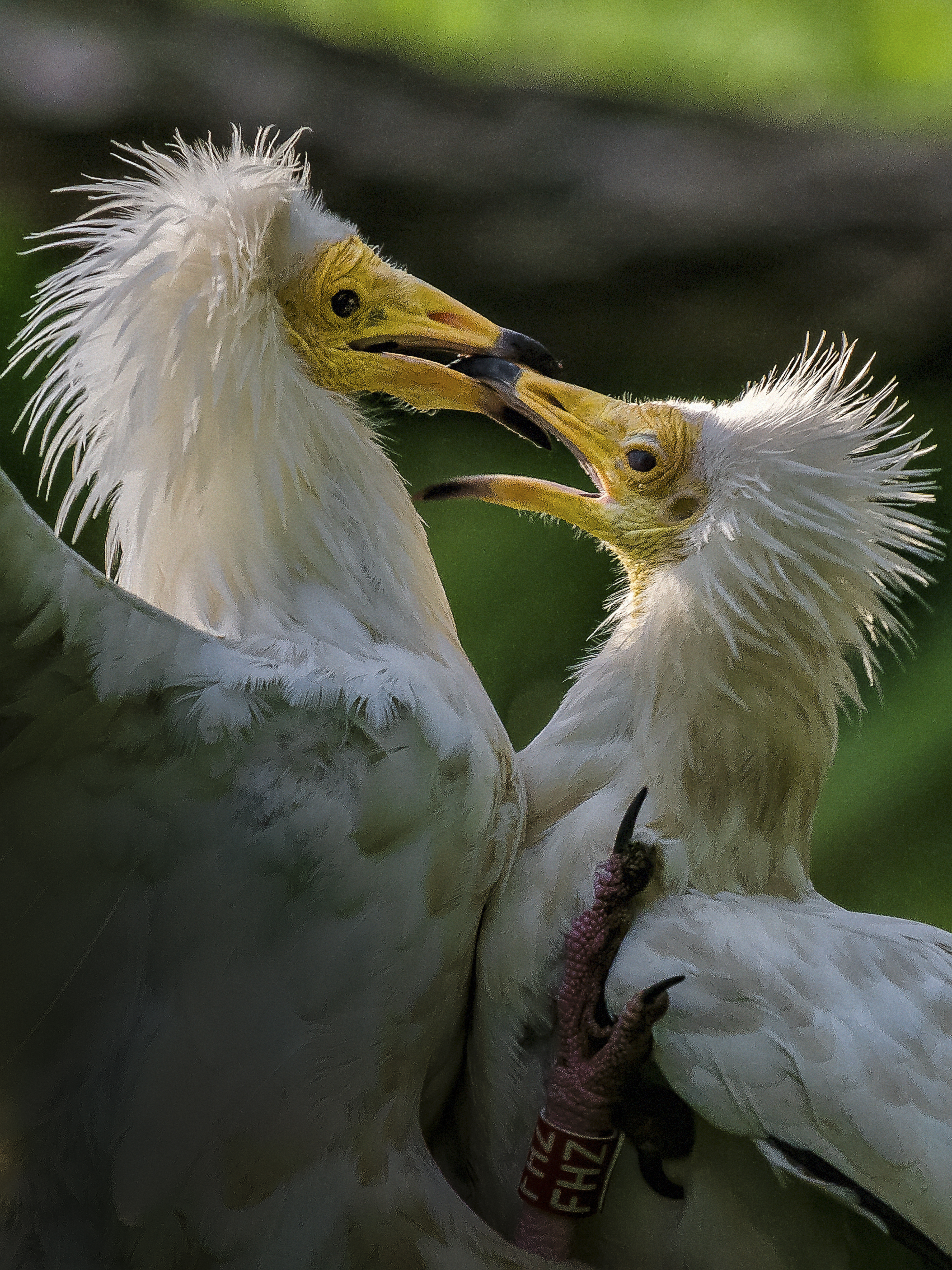
Sup mrchožravý v Zoo Praha
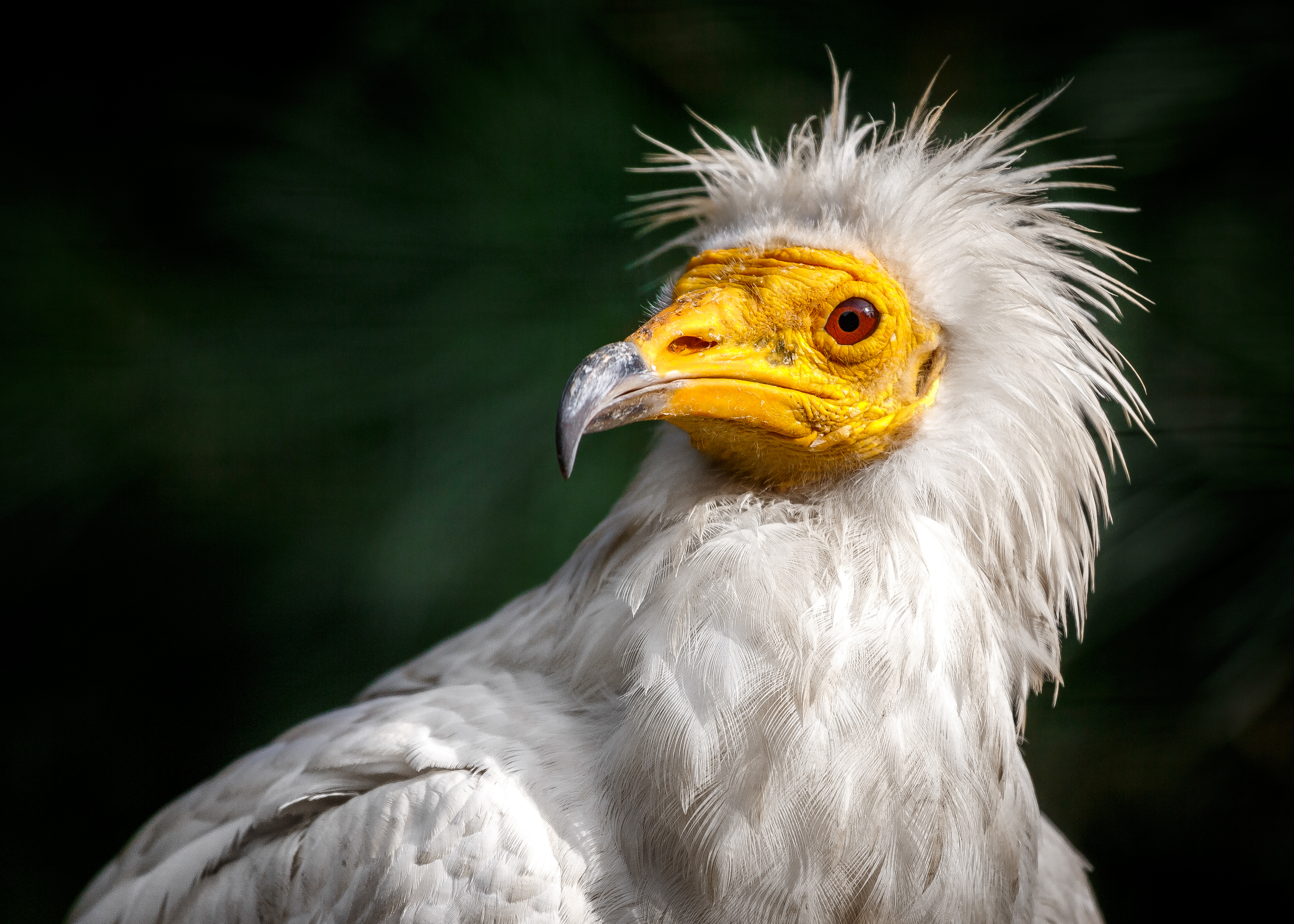
Sup mrchožravý v Zoo Praha